# Aimé d'Oiselay
Aimé d'Oiselay ou Aymon d'Oiselay est un dignitaire de l'ordre du Temple qui fut maréchal de l'ordre pendant la maîtrise de Jacques de Molay.

## Biographie
Aimé d'Oiselay est originaire du comté de Bourgogne. Il est probablement le frère du seigneur d'Oiselay Étienne II, et donc le fils de Guillaume Ier d'Oiselay et de Marguerite de Vienne. Son prénom Aimé ou Aymon viendrait de sa grand-mère paternelle, Clémence de Faucogney, fille d'Aymon III, seigneur de Faucogney et vicomte de Vesoul.
La date de son départ en terre sainte et de son entrée dans l'ordre du Temple son inconnus. Il semble être nommé maréchal de l'ordre vers 1302 après la mort de son prédécesseur Barthélemy de Quincy lors de la Chute de Ruad.

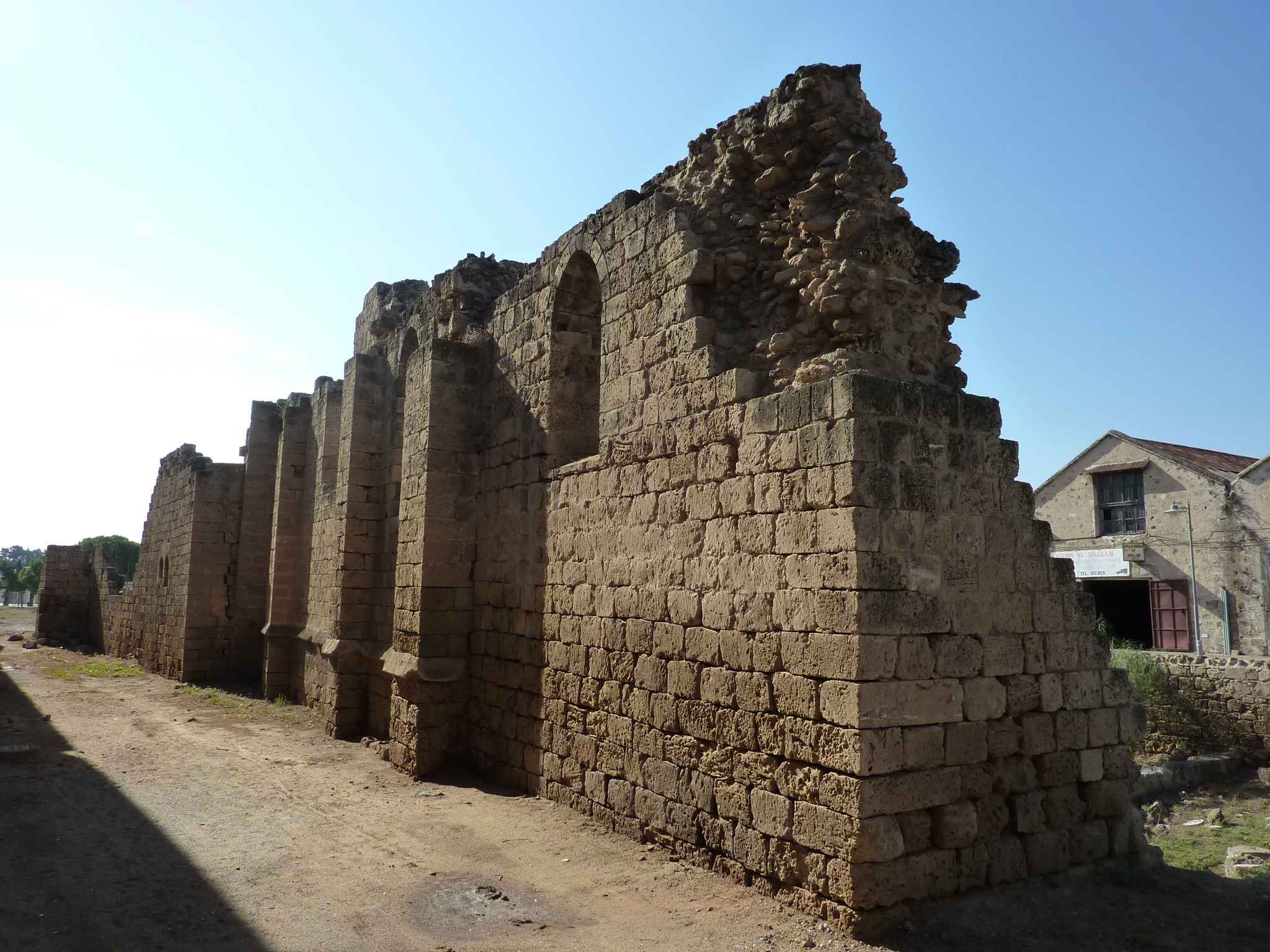
Ruines de l'église de Saint-Antoine à Famagouste.

En 1307, après l’arrestation du maître Jacques de Molay et des Templiers d'Occident, il devient le plus haut dignitaire du Temple et dirige l'ordre en Orient. Entre 1306 et 1308, il favorise Amaury II de Chypre comme régent de Chypre au dépriment du frère de celui-ci Henri II, roi de Chypre, qui est alors écarté du pouvoir et exilé de l'île. Le 6 mai 1308, Amaury de Chypre reçoit un bulle fulminée par le pape Clément V qui lui ordonne d'arrêter tous les Templiers dans l'île. Bien que proche de l'ordre, il se soumet à la volonté du pape et chercher à négocier la reddition des Templiers.
Amaury II envoie alors Balian d'Ibelin, prince titulaire de Galilée, à Limassol auprès des Templiers le 12 mai pour leur demander d'obéir aux ordres du pape, de se placer sous surveillance avec leurs biens et de se rendre au palais de l'archevêque de Nicosie qui leur servira de prison. Aimé d'Oiselay tente de négocier et annonce qu'il est prêt à accepter de ne plus exercer de contrôle direct sur les domaines de l'ordre mais refuse d'abandonner les armes et le trésor et propose en outre que les Templiers soient gardés dans une de leurs propriétés par des chevaliers laïcs jusqu'à la conclusion de l'affaire, ce que refuse Amaury II qui envoie ensuite auprès des Templiers le chanoine de la cathédrale de Nicosie, Baudoin, avec un message bien plus menaçant cette fois qui dit que si les Templiers n'obéissent pas, il les ferait mettre à mort et les détruirait tous. Aimé demande un délai jusqu'en septembre 1308, le temps d'informer le pape de la situation et d'obtenir une décision de sa part, ce qui est de nouveau refusé.
Amaury II envoie cette fois le chanoine de Famagouste, André Tartarol, au château de Nisou où il rencontre les dignitaires de l'Ordre, dont le maréchal. Une rencontre est organisée et un arrangement conclu le 24 mai 1308. Trois jours plus tard, Aimé d'Oiselay et les autres dignitaires se présentent devant Amaury II à Nicosie où ils lisent publiquement une profession de foi devant le clergé et le peuple, que le chanoine Baudoin traduit en français, afin de se déclarer bons chrétiens qui ont toujours combattu pour leur foi, notamment à Safed. Les dignitaires et deux sergents prêtent ensuite serment que tous les frères de Chypre, soit quatre-vingt-trois chevaliers et trente-cinq sergents, sont d'accord avec cette déclaration.
Aimé d'Oiselay quitte Nicosie avec la plupart de ses hommes pour rejoindre Limassol le 29 mai afin de prendre les armes et de se préparer au combat. L'armée d'Amaury II est cependant la plus forte et les templiers, assiégés, se rendent le 1er juin 1308 et sont finalement arrêtés. Le maréchal et la moitié des frères sont enfermés au château de Khirokitia tandis que le commandeur Jean de Dammartin et l'autre moitié sont emprisonnés au château de Yermasóyia. Les dignitaires de l'ordre sont ensuite transférés au château de Léfkara lorsqu'il est découvert qu'ils ont tenté de s'évader à bord d'un navire génois. Ils sont alors interrogés jusqu'en 1310 et l'assassinat d'Amaury II de Chypre. Mais Henri II de Chypre, hostile aux Templiers, est de retour au pouvoir et organise un nouveau procès avec l'utilisation de la torture, aidé en cela par le légat pontifical Pierre de Pleine-Chassagne.
Aimé d'Oiselay meurt probablement en 1316 au château de Kyrenia et son corps aurait été inhumé dans l'ancienne église templière de Saint-Antoine à Famagouste.

## Source
- René Grousset, L'épopée des Croisades, 1939.
- (en) Jochen Burgtorf, The Central Convent of Hospitallers and Templars : History, Organization, and Personnel (1099/1120-1310), Leiden/Boston, Brill, 2008, 761 p. (ISBN 978-90-04-16660-8, présentation en ligne, lire en ligne)
- Emmanuel Guillaume Rey, « L'ordre du Temple en Syrie et à Chypre, les Templiers en Terre Sainte », Revue de Champagne et de Brie,‎ 1888, p. 241 à 256 et 367 à 379 (lire en ligne, consulté le 11 février 2022)
- Malcolm Barber, Le Procès des Templiers, Paris, Tallandier, coll. « Texto », 2007, 496 p., poche (ISBN 978-2-8473-4429-5)